# Casas de Haro
Casas de Haro é um município da Espanha, na província de Cuenca, comunidade autônoma de Castela-Mancha. Tem 110,88 km² de área e em 2021 tinha 835 habitantes (densidade: 7,5 hab./km²). Limita com os municípios de Casas de Fernando Alonso, Casas de los Pinos, Minaya, Pozoamargo, La Roda e Vara de Rey.